# Clubul Sportiv Concordia Chiajna
Maillots
Le Clubul Sportiv Concordia Chiajna est un club roumain de football fondé en 1957, et basé à Chiajna.

## Historique
Le CS Concordia commence à arriver dans le haut niveau roumain seulement en 2007, en étant promu en Liga II.
Concordia termine 2e de la Liga II, lors de la saison 2010–11, derrière le Ceahlăul Piatra Neamţ. Il est ainsi promu pour la première fois en Liga I.

## Palmarès
- Coupe de la Ligue roumaine
  - Finaliste : 2016
- Championnat de Roumanie de deuxième division
  - Vice-champion : 2011
- Championnat de Roumanie de troisième division
  - Champion : 2007